# Italo...
Italo... è stato uno show trasmesso da MTV Italia condotto da Fabio Volo. Il programma ha avuto tre edizioni: la prima, col nome completo di Italo Spagnolo, è andata in onda da Barcellona, Spagna, dal 4 aprile al 1º giugno 2006, per 27 puntate; la seconda, denominata Italo Francese, è stata trasmessa da Parigi, Francia, dal 3 aprile al 10 maggio 2007, per 18 puntate; la terza edizione, col nome Italo Americano (Homeless Edition), è stata trasmessa da varie città degli Stati Uniti, dal 17 giugno al 10 luglio 2008, per 12 puntate. La programmazione per tutte le edizioni prevedeva tre puntate settimanali, dal martedì al giovedì in seconda serata, della durata di circa un'ora.

## Italo Spagnolo: Barcellona
Il programma, trasmesso da un appartamento affittato su La Rambla a Barcellona si propone di raccontare, attraverso filmati realizzati nella città e chiacchierate con ospiti, gli spagnoli e le loro condizione e stili di vita negli anni 2000. Passando dalla cultura all'attualità, dalla politica alla cucina, il programma offre un'ora e mezza di intrattenimento leggero e ironico, attraverso cui conoscere e scoprire una delle città europee più in fermento di quegli anni. Alcuni degli ospiti intervistati durante la prima stagione del programma sono stati: Jasmine Trinca, Negramaro, Caparezza, Vanessa Incontrada, Cor Veleno, Elisabetta Canalis, Samuele Bersani e Renzo Arbore.

### Cast
- Fabio Volo: conduce il programma da un bellissimo appartamento, preso in affitto a La Rambla, che per tre mesi diventerà lo studio dello show e anche la sua nuova casa durante la sua permanenza a Barcellona.
- Ivo: è uno dei cameramen del programma, nonché amico del conduttore. Durante la serie si trasforma in un sensitivo che cercherà di volta in volta di mettersi in contatto con l'altro mondo, attraverso personaggi famosi e rock star defunte.
- Monica: un'amica di Fabio Volo propone dei filmati in cui documenta ciò che piace agli spagnoli e illustra delle ricette tipiche della città di Barcellona.
- Ester: è l'insegnante di lingua spagnola del programma che in ogni puntata fa una breve lezione al conduttore e agli spettatori.

## Italo Francese: Parigi
La seconda serie di Italo... non è più stata trasmessa da un appartamento, ma dalla sala panoramica della funicolare di Montmartre, a un centinaio di metri dalla Basilica del Sacro Cuore. La location rappresentava un po' di tutto: un po' bistrôt, un po' ristorante, un po' teatro. Il canovaccio del programma è molto simile a quello della precedente edizione ma ovviamente adattato al nuovo contesto. La parte musicale è curata dal cantante Pacifico assieme ad altri due musicisti (a volte anche tre).
Sono stati ospiti della trasmissione, tra gli altri, Marcello Lippi, Mauro Bergamasco e Mirco Bergamasco (questi ultimi sono i due famosi fratelli della nazionale italiana di rugby che giocano nello Stade français, la squadra di rugby di Parigi), Neffa, Stefania Rocca, Piero Pelù, Paola Cortellesi, Corrado Augias, Mario Biondi, Jovanotti, Simone Cristicchi, i Negrita, Zucchero Fornaciari, Francesco Renga, Ambra Angiolini, Stefano Accorsi, Gad Lerner, Giovanna Mezzogiorno, Neri Marcorè, Daniele Silvestri.

### Cast
(oltre a Fabio Volo, Ivo e Pacifico)
- Sophie Anselme

Sophie è la seducente barista ventiquattrenne che sta per quasi tutto il tempo al bancone del bar. All'inizio della puntata legge sempre, col suo marcato accento francese e in un italiano un po' stentato, la scaletta della serata.
- Vittoria Matarrese

In ogni puntata Vittoria Matarrese, giornalista italiana che vive e lavora a Parigi dal 1993, propone dei brevi documentari turistici in cui presenta i vari angoli della città, in alcuni casi anche con l'aiuto di ospiti, come ad esempio lo scrittore Frédéric Beigbeder nel caso del quartiere di Saint-Germain-des-Prés.

## Italo Americano (Homeless Edition): Stati Uniti
La nuova stagione, è iniziata il 17 giugno 2008 ed è stata trasmessa da MTV alle 23:00 ogni martedì, mercoledì e giovedì, con replica il sabato e la domenica. In questa nuova edizione vediamo Fabio Volo e il suo inseparabile amico Ivo alla ricerca di una location per il loro programma. L'avventura inizia da New York, ma si sposta anche a Chicago, New Orleans, San Francisco, e Washington. L'ultima puntata è stata trasmessa dalla città di Las Vegas il 10 luglio 2008.